# Setzu
Setzu ist eine italienische Gemeinde (comune) mit 125 Einwohnern (Stand 31. Dezember 2023) auf Sardinien in der Provinz Medio Campidano. Die Gemeinde liegt etwa 18 Kilometer nordnordöstlich von Sanluri und etwa 34 Kilometer nordöstlich von Villacidro, gehört zur Comunità Montana della Giara und grenzt unmittelbar an die Provinz Oristano.